# Hexametru dactilic
Hexametrul dactilic (din franceză hexamètre, latină hexameter) este o formă de vers dactilic de șase picioare, în care dactilul ocupă locul al cincilea, folosit în compoziții epice, în special în epopei, legende eroice, satire, scrisori. 
Conform normelor clasice ale versului antic roman și elen, hexametrul era compus din șase picioare metrice, binare sau ternare, dintre care ultimul era catalectic iar cantitatea ultimei silabe anceps. Măsura hexametrului varia între douăsprezece silabe și șaptesprezece silabe, în funcție de structurile picioarelor metrice. Acestea puteau fi alcătuite din dactili sau spondei, în primele cinci picioare, și dintr-un troheu sau spondeu în piciorul final. Versurile care depășeau această măsură erau numite hipermetre sau acatalectice și se întâlneau foarte rar. Hexametrul dactilic pur era format din cinci celule dactilice și una trohaică, adică din șaptesprezece silabe, iar hexametrul spondaic pur era structurat numai din celule binare, așadar, din douăsprezece silabe. Dactilii și spondeii aveau, desigur, conotații semantice și muzicale. Spondeii implică un ritm lent, grav, solemn ca tonul de flaut, pe când dactilii se disting prin ritm alert și ton luminos. Hexametrul era folosit, cu predilecție, în epică și în satiră.
Poetul roman Publius Ovidius Naso a scris ciclul de poezii Metamorfoze în hexametru dactilic, după modelul Eneidei lui Virgiliu sau al epopeelor lui Homer.